# Piedad (Rogier van der Weyden)

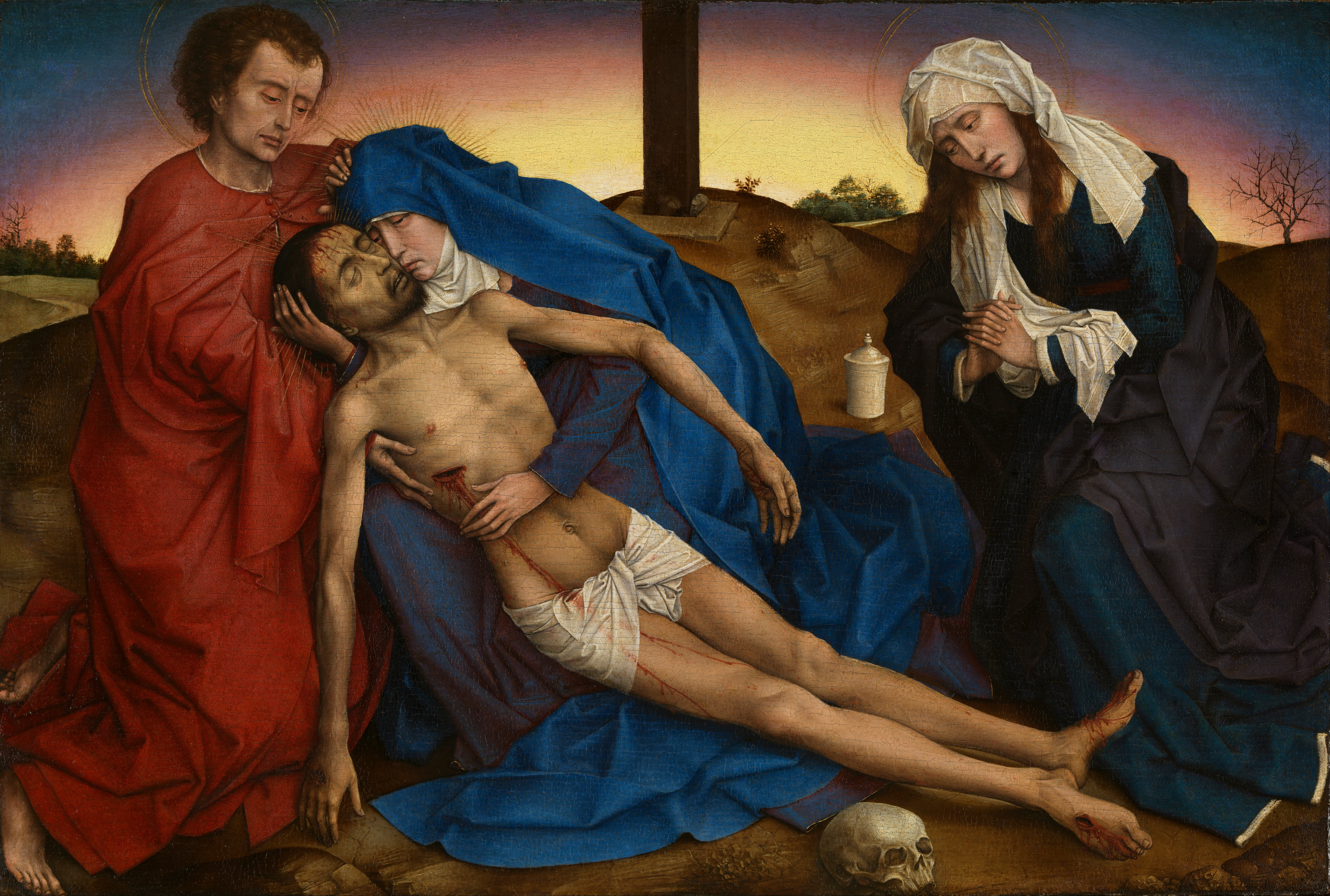
Rogier van der Weyden, Piedad, c 1441. Óleo sobre tabla de roble, 32,5cm x 45,8cm. Museos Reales de Bellas Artes de Bélgica.

La Piedad es una pintura del artista flamenco temprano Rogier van der Weyden datada aproximadamente en 1441 conservada en los Museos Reales de Bellas Artes de Bélgica, en Bruselas. Existen numerosas copias y versiones del taller, notablemente en la Galería Nacional, en Londres, en el Museo del Prado, en Madrid, y en la Colección Manzoni, en Nápoles. Radiografías infrarrojas y de rayos x sugieren que la versión de Bruselas fue pintada por van der Weyden, no necesariamente excluyendo la inclusión de ayudantes del taller. Análisis dendrocronológicos fechan en 1431 la tala del roble del que procede la tabla, apoyando la datación de la pintura alrededor de 1441.
Campbell y van der Stock describen la pintura como evidencia de un dominio técnico y estético en absoluto inferior al del Descendimiento de la Cruz, de fuerza emocional comparable y controlada por una composición igual de fuertemente equilibrada. El cuerpo muerto de Cristo se concibe de manera similar a la natural del Descendimiento, los brazos colgantes y dedos flácidos típicos de la aguda observación de van der Weyden. El alargamiento conspicuo de las muñecas de Cristo ha sido explicada a veces como la ineptitud de un ayudante, pero igualmente puede ser una consecuencia de la larga permanencia de Cristo colgando en la Cruz, el tipo de detalle realista característico de van der Weyden. La Virgen arrodillada con manto azul sostiene y besa a su hijo muerto, ayudada y consolada por San Juan a la izquierda, a la derecha María Magdalena compungida, con el tarro de ungüentos junto a ella, mientras la luz del ocaso se extiende tras ellos.
Aunque se hicieron un buen número de imitaciones de la versión de Bruselas, solo unas pocas se basaron directamente en ella. Una conexión directa solo se puede ver en las versiones que pertenecen a la colección Rademakers en La Haya, al Museo Mayer van den Bergh, en Amberes, y la colección Manzoni, en Nápoles. La versión Manzoni combina características de la versión de Bruselas así como de las versiones de Madrid y otra en el Staatliche Museen, en Berlín.</ref>

## Galería

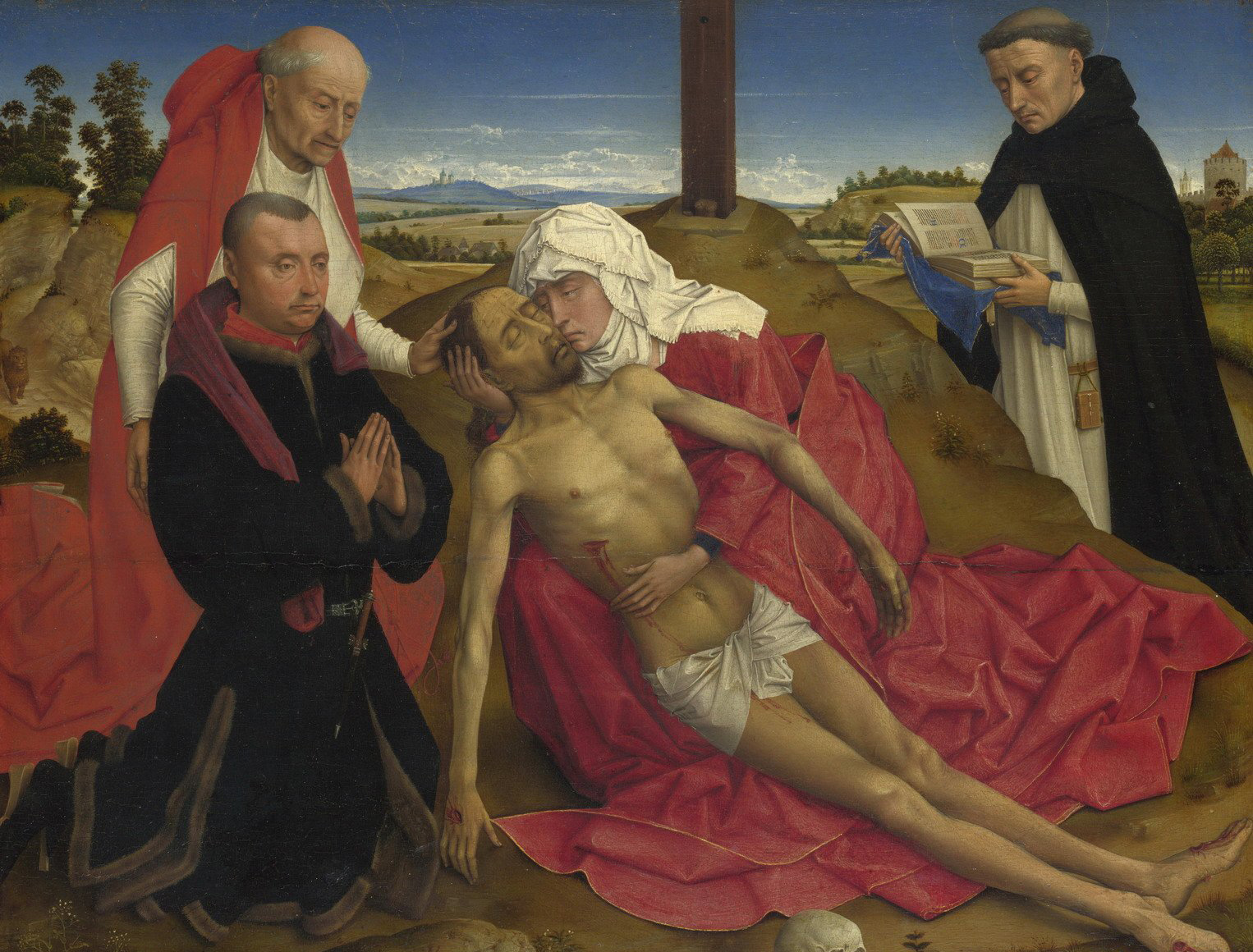
Piedad, Galería Nacional, Londres. Obra del taller, 1464-1465. La Virgen, con manto rojo, en similar actitud con su hijo, asistiendo a su izquierda un donante en oración presentado por San Jerónimo y con Santo Domingo a la derecha leyendo. De día con cielo azul nublado.
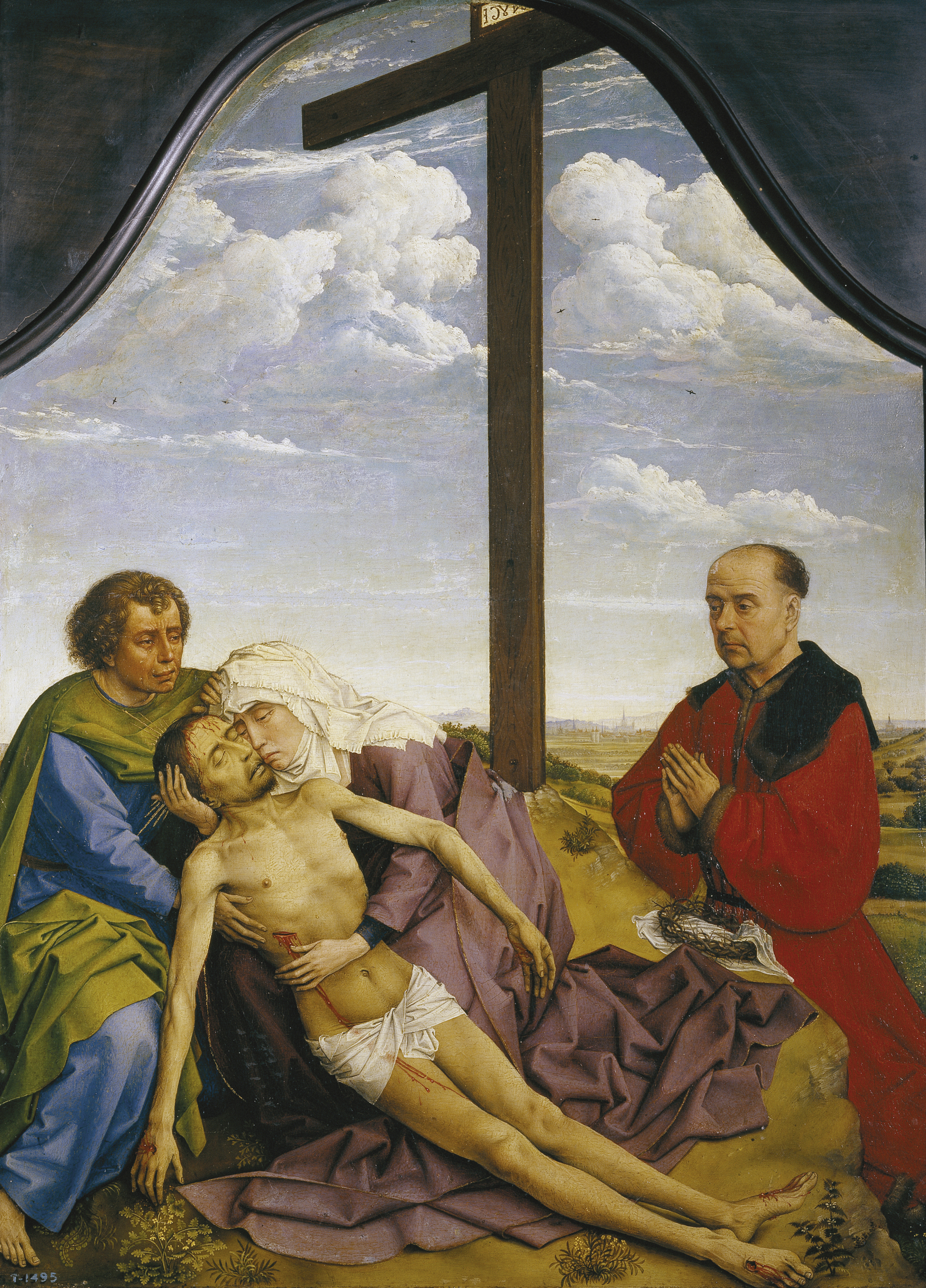
Piedad, Prado, Madrid. Obra del taller, 1445-1450. La Virgen, con manto morado, en similar actitud con su hijo, asistida  por un San Juan compungido y un donante a la izquierda en oración, apoyado en la roca a modo de reclinatorio. A principios del siglo XVI se le añadió delante el paño con la corona de espinas, el cielo azul nublado y se elevó por el centro para mostrar la cruz al completo.
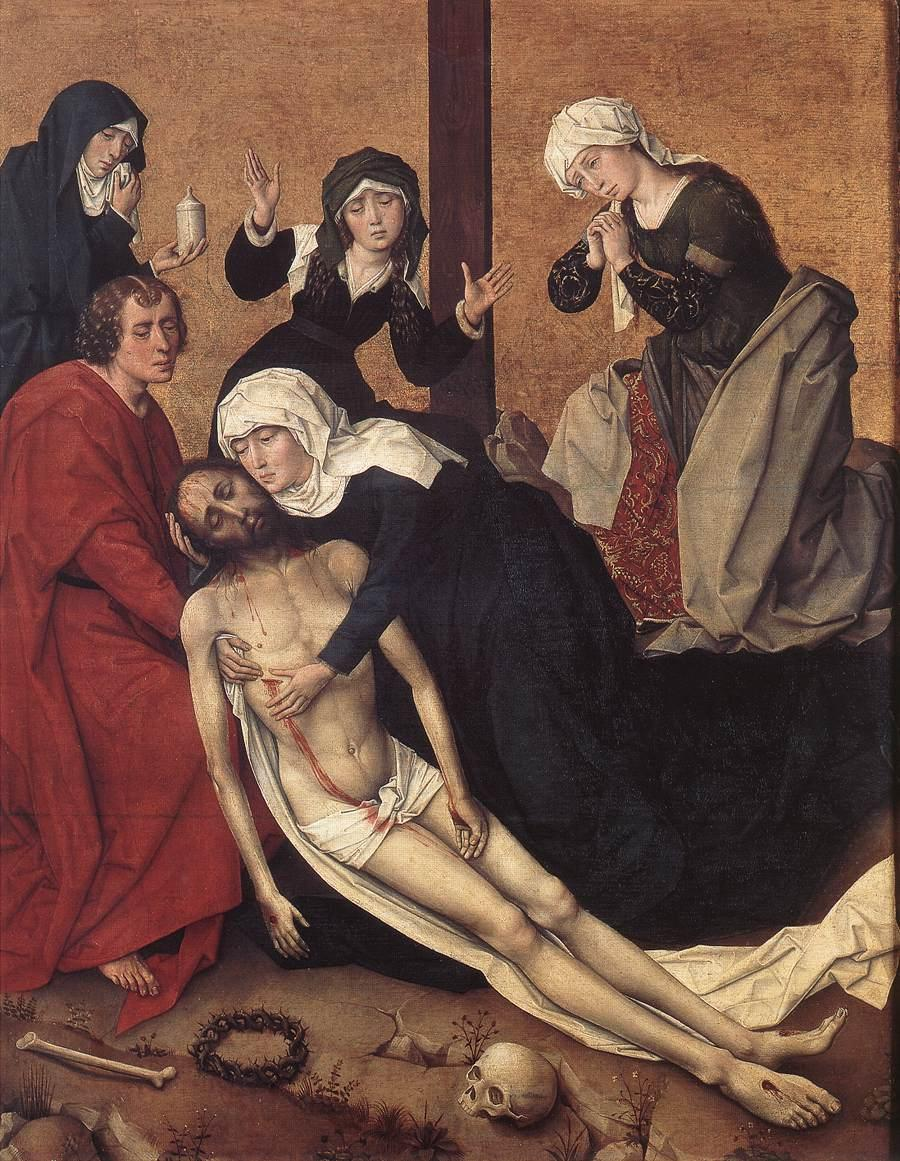
Vrancke van der Stockt, Lamentación sobre Cristo muerto, circa 1455-60, Museum Mayer van den Bergh, Amberes.